# Topsentia
Topsentia là một chi động vật thân lỗ thuộc họ Halichondriidae.
Chi này có phân bố toàn cầu.

## Loài
Loài:
- Topsentia amorpha Gammill, 1997
- Topsentia aqabaensis Ilan, Gugel & van Soest, 2004
- Topsentia arcotti (Ali, 1956)